# Highgate, London

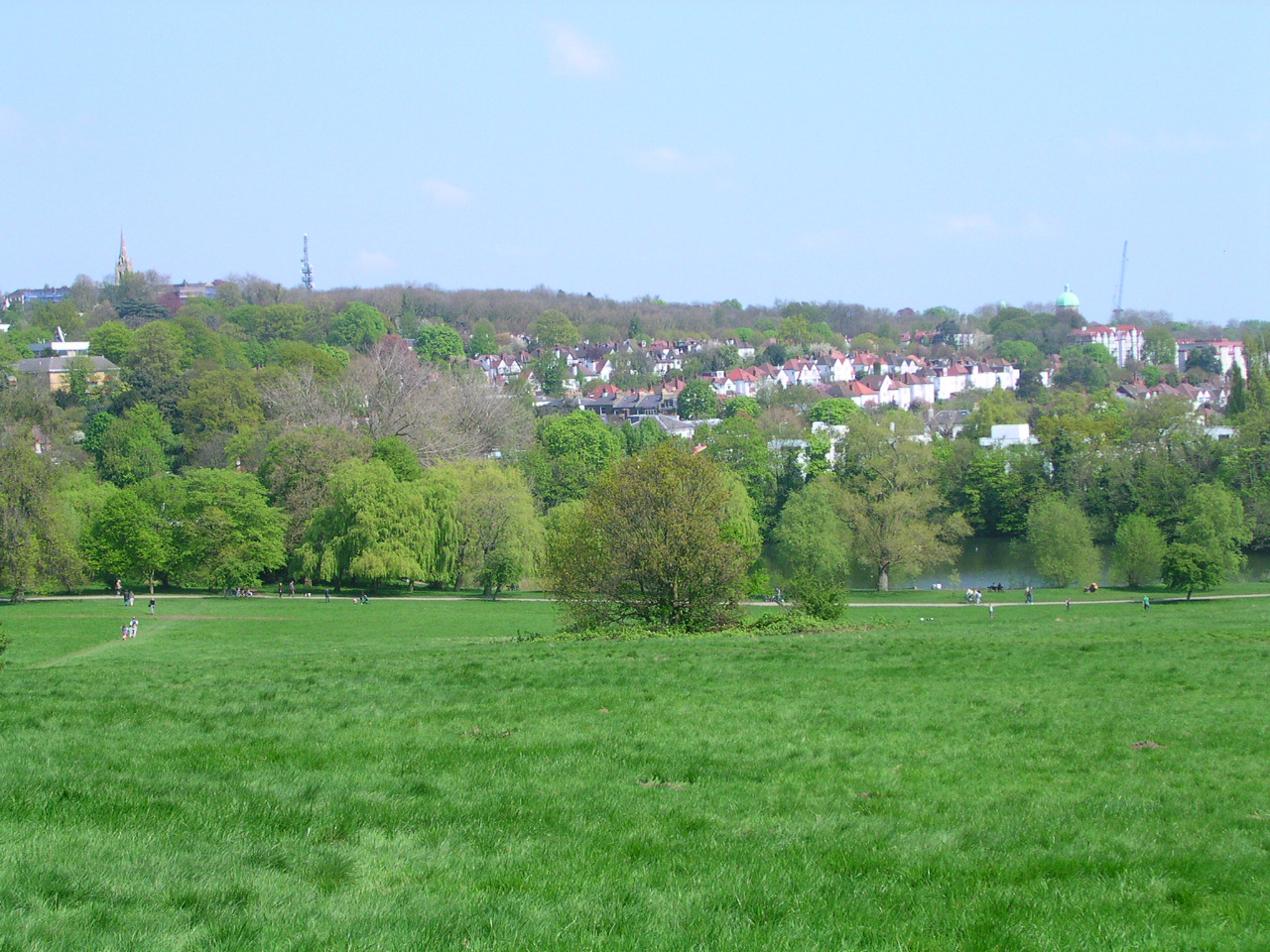
Highgate sett från Hampstead Heath.

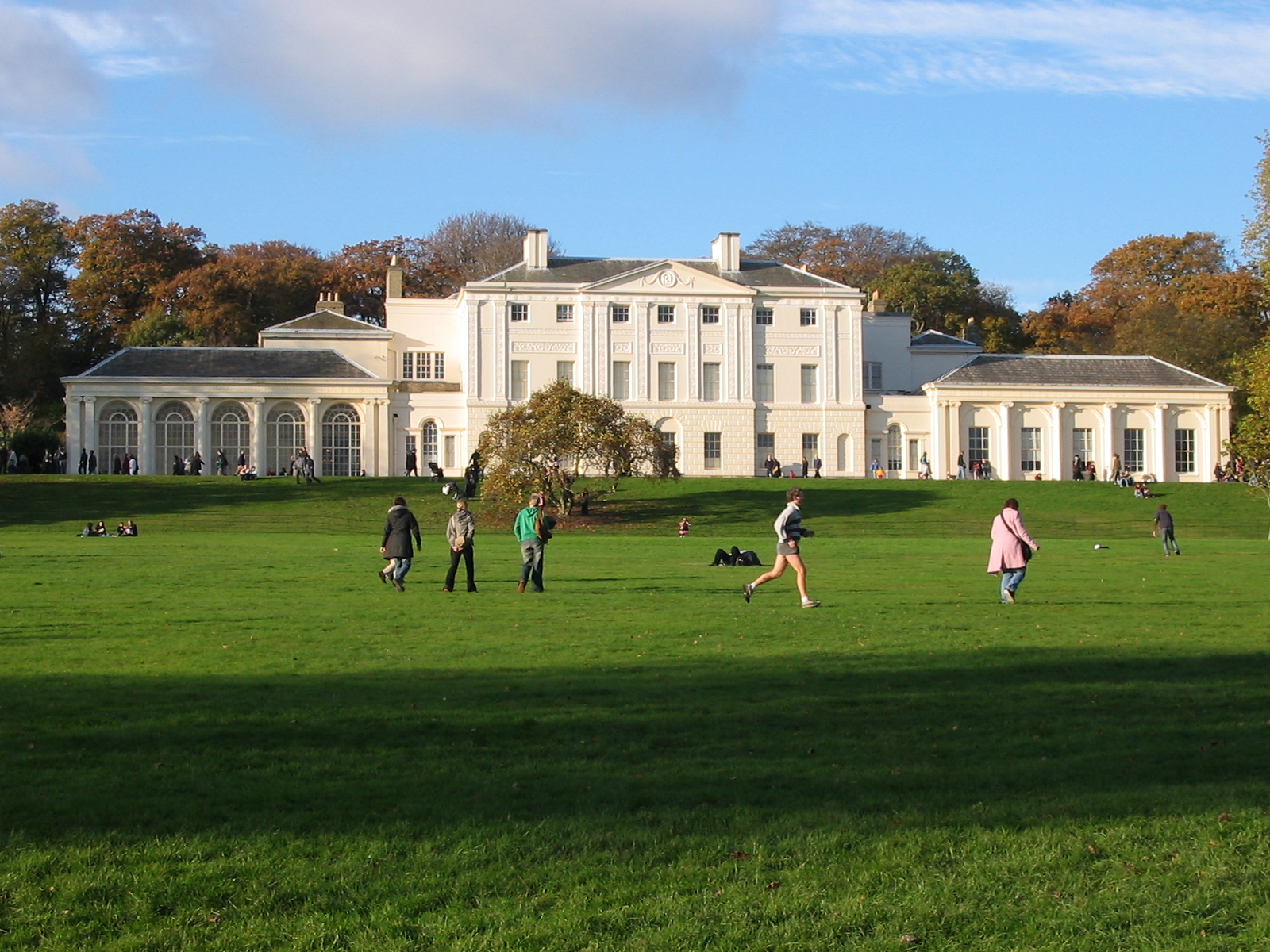
Kenwood House.

Highgate är en stadsdel (district) i London Borough of Camden i norra London, vid nordöstra hörnet av grönområdet Hampstead Heath. I Highgate, som kallas en by (village), ligger gravplatsen Highgate Cemetery. 
Highgate, som är beläget inom postdistriktet N6, är uppdelat på tre London boroughs: Haringey i norr, Camden i söder och väster och Islington i söder och öster. 
Highgate är en av de dyraste Londonförorterna att bo i. Föreningen The Highgate Society arbetar aktivt för att bevara områdets karaktär.
Järnvägsstation Highgate öppnade 1867 men lades ner 1954. Tunnelbanestation Highgate öppnade 1941 och ligger under den gamla övergivna järnvägsstationen och trafikeras av Northern line. I stadsdelen finns även tunnelbanestationerna Archway samt East Finchley.

## Bilder

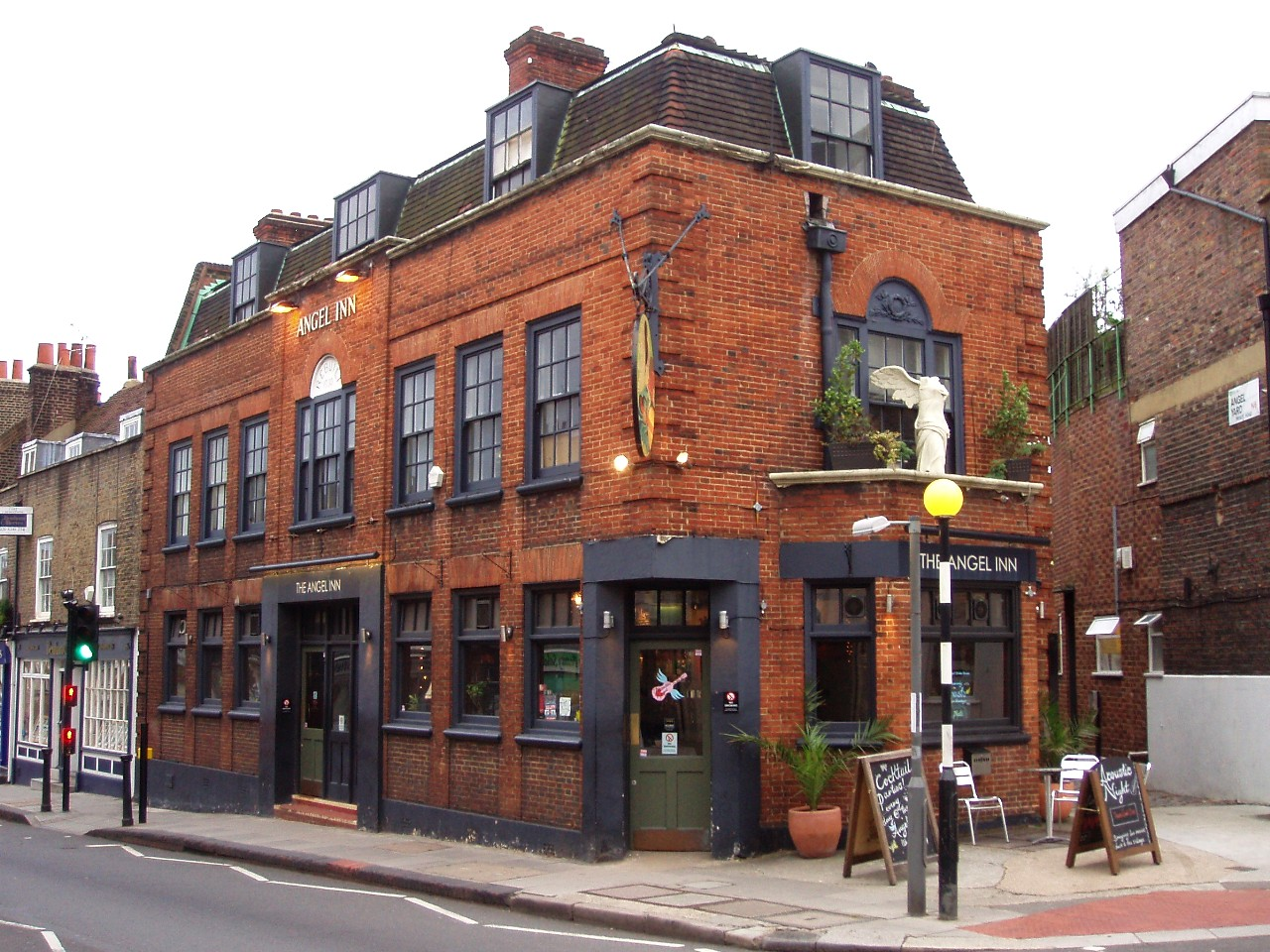
The Angel Inn.
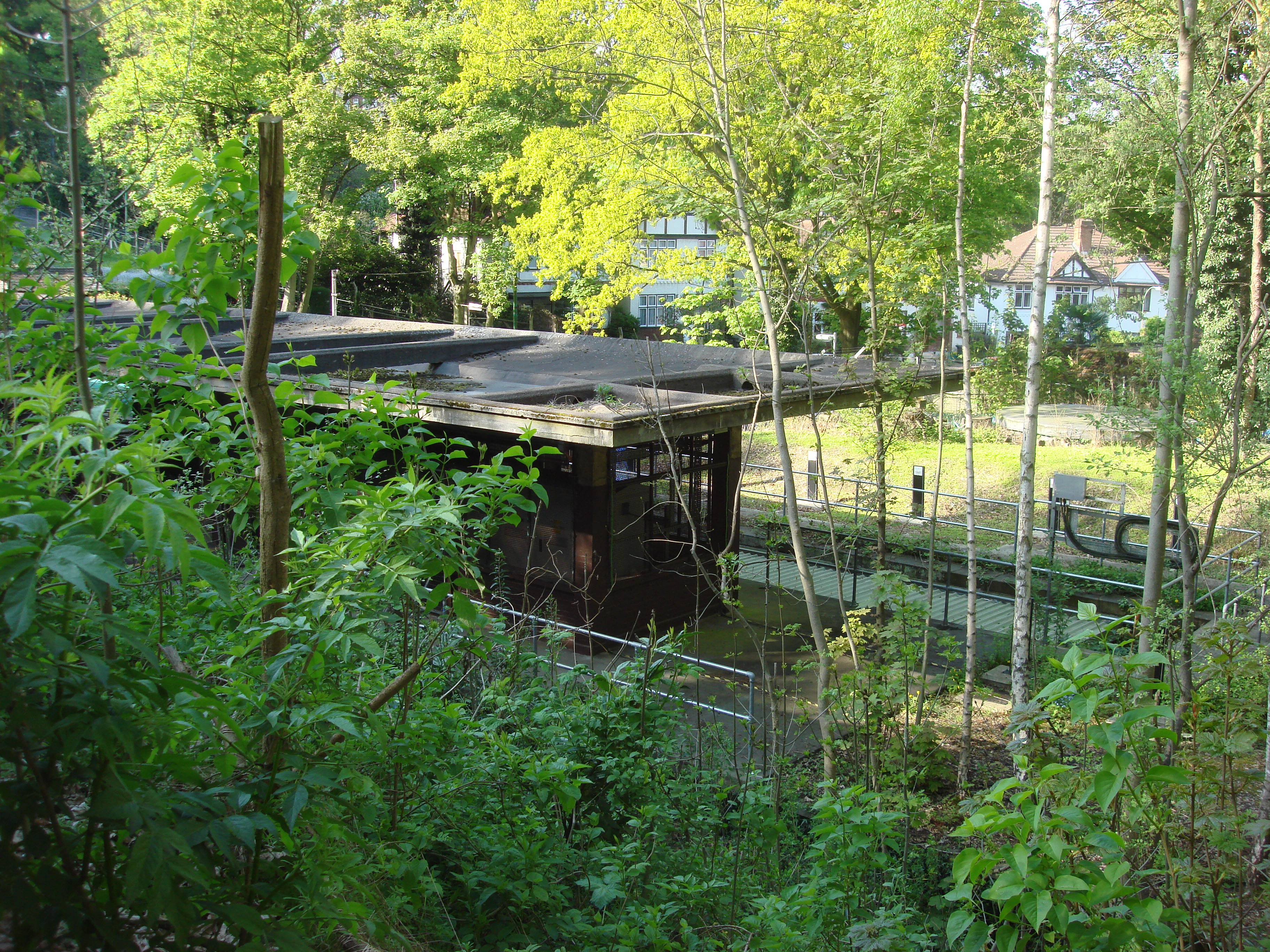
Övergivna stationen Highgate från 1867, nedlagd 1954.
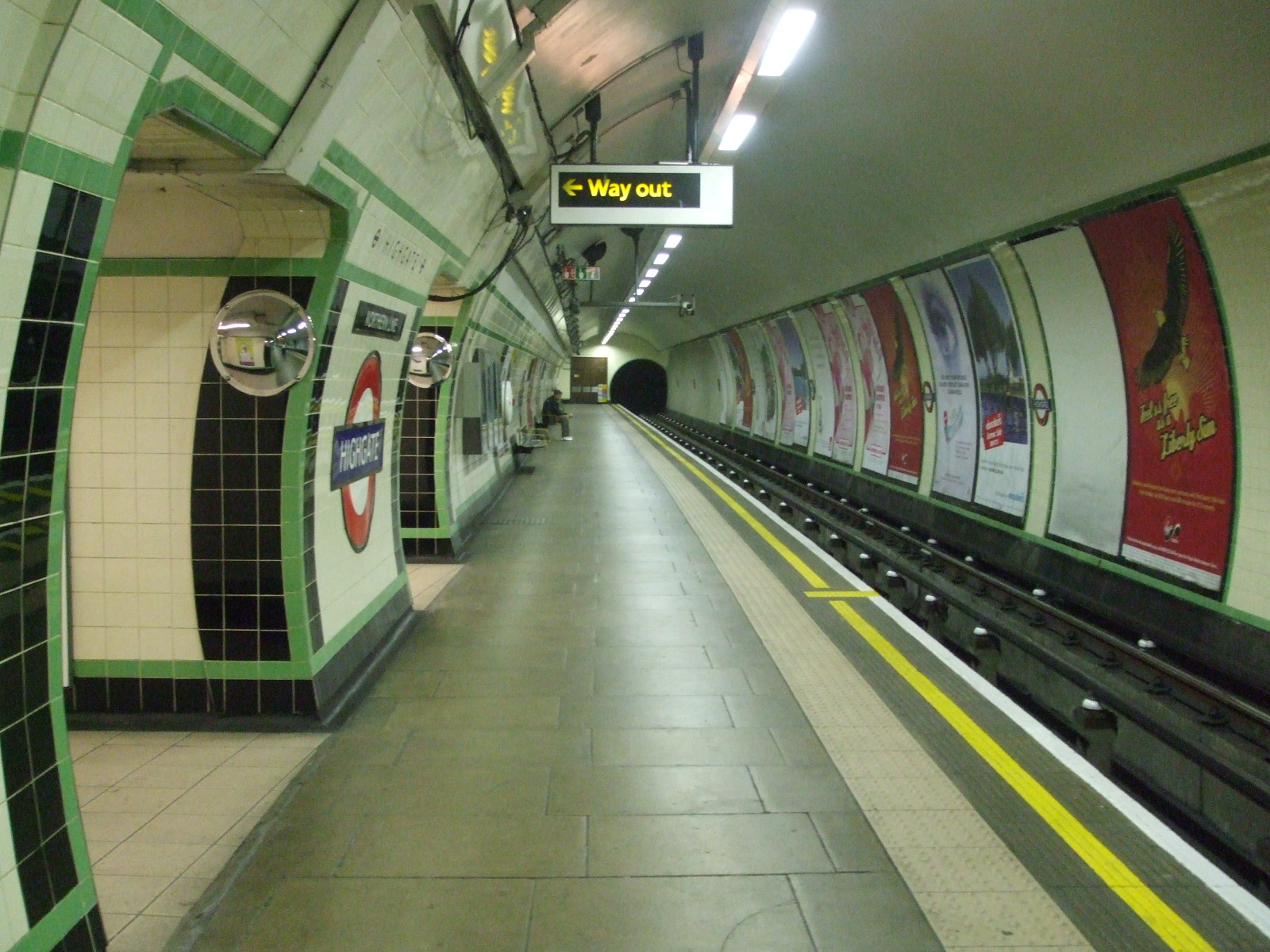
Highgate tunnelbanestation för Northern Line.